# Lakeview (Ohio)
Pour les articles homonymes, voir Lakeview.
Lakeview est un village américain situé dans le comté de Logan, dans l’Ohio. Selon le recensement de 2010, sa population est de 1 072 habitants.